# (5403) Takachiho
(5403) Takachiho (1990 DM) – planetoida z pasa głównego asteroid okrążająca Słońce w ciągu 5,26 lat w średniej odległości 3,02 j.a. Odkryta 20 lutego 1990 roku.